# Усть-Катавский городской округ
Усть-Ката́вский городско́й о́круг — муниципальное образование в Челябинской области России.
Административный центр — город Усть-Катав.
Соответствует административно-территориальной единице город Усть-Катав (не входящей в состав районов).

## История
Статус и границы городского округа установлены законом Челябинской области от 26 августа 2004 года № 265-ЗО «О статусе и границах Усть-Катавского городского округа».

## Население
| 1989    | 2002    | 2005    | 2006    | 2007    | 2008    | 2009    |
| ------- | ------- | ------- | ------- | ------- | ------- | ------- |
| 35 543  | ↘30 088 | ↘29 135 | ↘28 639 | ↘28 091 | ↘27 761 | ↗28 101 |
| 2010    | 2011    | 2012    | 2013    | 2014    | 2015    | 2016    |
| ↘26 917 | ↘26 865 | ↘26 635 | ↘26 437 | ↘26 285 | ↘25 977 | ↘25 721 |
| 2017    | 2018    | 2019    | 2020    | 2021    | 2023    |         |
| ↘25 583 | ↘25 266 | ↘24 922 | ↘24 647 | ↘24 077 | ↘23 566 |         |

## Состав
В состав городского округа входят 11 населённых пунктов:
| №  | Населённый пункт | Тип населённого пункта          | Население |
| -- | ---------------- | ------------------------------- | --------- |
| 1  | Вергаза          | деревня                         | ↘82       |
| 2  | Верхняя Лука     | посёлок                         | ↘18       |
| 3  | Вязовая          | посёлок                         | ↘1700     |
| 4  | Кочкари          | посёлок                         | →0        |
| 5  | Малый Бердяш     | посёлок                         | ↘238      |
| 6  | Минка            | посёлок железнодорожной станции | ↘495      |
| 7  | Минка            | село                            | ↘251      |
| 8  | Сулуяновский     | посёлок                         | ↘0        |
| 9  | Тюбеляс          | село                            | ↘505      |
| 10 | Усть-Катав       | посёлок железнодорожной станции | ↘48       |
| 11 | Усть-Катав       | город, административный центр   | ↘21 016   |

## Местное самоуправление
Председатели Собрания депутатов городского округа:
- Новичков Марат Леонидович;
- Дружинин Анатолий Иванович;
- Пульдяев Сергей Николаевич.

Главы городского округа:
- Хурамов Александр Сергеевич;
- Алфёров Эдуард Викторович;
- Семков Сергей Диодорович.

## Экономика

### Полезные ископаемые
В Усть-Катавском городском округе разведано 5 месторождений минерального сырья, наибольшее значение среди которых имеют месторождения известняка, пригодного для цементного сырья, доломита, строительного песка.
Разведанное месторождение известняков «Троицкая каменоломня», расположенное на расстоянии 8 км от города Усть-Катава, в 2 км к  югу от федеральной автодороги М-5 «Урал». Известняки чистые слабодоломитизированные, сильнодоломитизированные, доломиты. По результатам химических анализов удовлетворяют требованиям для  производства клинкера — высококарбонатной добавки, используемой в производстве цемента. Разведанные запасы известняка составляют 35,3 млн. тонн.

### Водные ресурсы
Ресурсы поверхностных вод Усть-Катавского городского округа относятся к Волжско-Камскому бассейну,  представлены рекой Юрюзань с притоками.

### Сельское хозяйство
В округе действуют 1 сельскохозяйственное предприятие, 11 крестьянских (фермерских) хозяйств.
Продукция сельского хозяйства в хозяйствах всех категорий (по данным Челябинскстата) в ценах 2016 года составила 318,5 млн. руб. Индекс производства продукции в хозяйствах всех категорий составил 96,4%.
Продукция растениеводства составила 152,9 млн. руб. Продукция животноводства соответствует 165,6 млн. руб (2016).

### Жилищный фонд
Жилищный фонд городского округа составляет 645,2  тыс. кв. метров, что в среднем на каждого жителя приходится 25,24 кв. м.
Уровень износа муниципального жилищного фонда составляет 40,0%. Общая протяженность сетей 232,6 километров, в том числе протяженность уличной водопроводной сети составляет 76,2 километра, протяженность канализационной сети 31 километра, тепловой сети 49,8 километра, протяженность газовых сетей высокого и низкого давления 75,6 километров. Уровень износа систем инженерного обеспечения составляет 56-65%.

## Экологическая ситуация
Основной вклад в загрязнение атмосферного воздуха города вносят Усть-Катавский вагоностроительный завод имени С.М. Кирова — филиал ФГУП «Государственный космический научно-производственный центр им. М.В. Хруничева», котельные ООО «Теплоэнергетика», ООО «Коммунальные системы», автотранспорт и отопление частного сектора твёрдыми видами топлива, сжигание мусора в городской черте, а также недостаточное озеленение города и вырубка лесов.
Основным источником загрязнения города является Усть-Катавский вагоностроительный завод имени С.М. Кирова — филиал ФГУП «Государственный космический научно-производственный центр им. М.В. Хруничева». В состав выбрасываемых веществ входят оксиды серы, азота, окись углерода, пятиокись ванадия, сажа, различные виды пыли и углеводородов. Расположение градообразующего предприятия практически в жилой застройке играет крайне негативную роль, особенно в неблагоприятных погодных условиях, в центральной части города Усть-Катава.
Выбросы в атмосферу загрязняющих веществ от стационарных источников за 2016 год составили 402 тонны.
По состоянию на 01.01.2015г.  эксплуатируется  14000  единиц автотранспорта. Суммарный выброс вредных веществ от них составил 700 тыс. т. Кроме того, по федеральной дороге М-5 «Урал» ежедневно проходят более 2000 машин в каждом направлении.

## Достопримечательности
Севернее города Усть-Катава, на высоте 15 м от летнего уровня реки Юрюзани находится пещера Бурановская с находками артефактов эпохи неолита.